# Гаркуша Сергій Володимирович
Сергій Володимирович Гаркуша (2 червня 1971, Київ, Українська РСР, СРСР) — український хокеїст, захисник. Гравець національної збірної.

## Спортивна кар'єра
Наприкінці 80-х років почав грати за друголіговий ШВСМ, а в єдиному чемпіонаті Співдружності незалежних держав дебютував за «Сокіл» (сезон 1991/1992). У чотирьох наступних сезонах його клуб виступав у Міжнаціональній хокейній лізі і швидкоплинному чемпіонаті України. Після ліквідації МХЛ грав за російські команди «Торпедо» (Нижній Новгород) і СКА (Санкт-Петербург). В сезоні 1998/1999 повернувся до Києва і захищав кольори «Сокола» у Східноєвропейській хокейній лізі.
В середині 90-х захищав кольори національної збірної на трьох чемпіонатах світу у групі «С». На цих турнірах провів 18 ігор (1+4).
На початку 2000-х команда мала складне фінансове становище, гравці йшли з «Сокола». Сергій Гаркуща, Данило Дідковський і Юрій Наваренко поїхали до іспанської «Хаки», де головним тренером працював Сергій Земченко. За шість сезонів здобував перемоги у чемпіонаті і кубку Іспанії.
У 35 років завершив кар'єру гравця, влаштувався працювати на лижній станції. Згодом повернувся до «Хаки» на посаду технічного директора, а також очолює дитячу спортивну школу.

## Досягнення
- Чемпіон Іспанії (3): 2003, 2004, 2005
- Володар кубка (2): 2002, 2003

## Статистика
Сумарна статистика виступів у елітних дивізіонах:
| Ліга   | Роки      | І   | Г  | П  | 0  | Штр |
| ------ | --------- | --- | -- | -- | -- | --- |
| СНД    | 1991–1992 | 13  | 0  | 0  | 0  | 0   |
| МХЛ    | 1992–1996 | 155 | 4  | 9  | 13 | 76  |
| Росія  | 1996–1999 | 72  | 3  | 7  | 10 | 64  |
| СЄХЛ   | 1998–2000 | 60  | 6  | 15 | 21 | 96  |
| Всього | Всього    | 300 | 13 | 31 | 44 | 236 |